# David Lowery (reżyser)
David Lowery (ur. 26 grudnia 1980 w Milwaukee) – amerykański reżyser filmowy, scenarzysta i producent.
Przełomowym obrazem w jego karierze stał się St. Nick z 2009. Lowery nakręcił dwa filmy z Robertem Redfordem w roli głównej; Mój przyjaciel smok (2016) i Gentleman z rewolwerem (2018).

## Filmografia
filmy długometrażowe
- 2009: St. Nick
- 2013:  Ain't Them Bodies Saits
- 2016: Mój przyjaciel smok (Pete's Dragon)
- 2017: A Ghost Story
- 2018: Gentleman z rewolwerem (The Old Man & the Gun)
- 2021: Zielony Rycerz. Green Knight (The Green Knight)

filmy krótkometrażowe
- 2000: Lullaby
- 2009: Boycrazy Promo
- 2009: Boycrazy in Bed
- 2009: Boycrazy Gets a Job
- 2009: Boycrazy Bikini Mishap
- 2009: Boycrazy at the Drug Store
- 2011: Pioneer